# Ndoc Nikaj
Ndoc Nikaj (Shkodra, 1864. március 8. – Shkodra, 1951. október 14.) albán jezsuita pap, publicista, író, történész. Az „albán regény atyja”, az első terjedelmesebb albán nyelvű szépprózai munkák szerzője (Marzia e ksctenimi n’filles t’vet, ’Marzia és a kereszténység eredete’, 1892; Shkodra e rrethueme, ’A körülzárt Shkodra’, 1913; stb.).

## Életútja
Nikaj tanulmányait szülővárosában, Shkodrában, a jezsuiták Albán Főpapi Kollégiumában folytatta. 1888-ban pappá szentelték, majd Shkrel plébánosa lett. Lelki szolgálatával párhuzamosan az 1890-es évek végétől egyre aktívabban vett részt szűkebb pátriája közművelődési életében és az albán nemzeti eszmélés küzdelmeiben. Preng Doçival, Gjergj Fishtával és Pashk Bardhival 1899-től alapító tagja volt a Társaság az Albán Nyelv Egységéért vagy röviden Bashkimi (’Egység’) irodalmi társaságnak, amelynek fő célja az egységes albán ábécé kialakítása volt. Ugyancsak Doçival Lidhja e Mshehët (’Titkos Liga’) néven 1909-ben létrehozták titkos szervezetüket, amely tevékenységével jelentősen hozzájárult az 1910-es albán felkelés megszervezéséhez. Nakdo Monici álnéven rendszeresen publikált Faik Konica Albania című folyóiratában. 1909-ben megalapította saját könyvkiadó vállalatát Shtypshkroja Nikaj néven. Elsősorban albán nyelvű iskolai olvasókönyveket gondozott, de itt kerültek ki a nyomdagépből saját írásai és könyvei, valamint több más periodikához hasonlóan itt jelent meg Gjergj Fishta Hylli i Dritës (’Hajnalcsillag’) című kulturális folyóirata is. 1910 januárjában Koha (’Az Idő’) – a második számtól Bashkimi (’Az Egység’) – címen útjára indította hetilapját, amely az albániai közügyekről tudósított, de népszerűsítő írásokat is tartalmazott az albán történelem, irodalom és művelődés témaköréből. A Bashkimi 1912-ben megszűnt, de Nikaj 1913 tavaszán egy újabb folyóiratot alapított Besa Shqyptare (kb. ’Albán Eskü’) címen, amely 1921-ig – 1915-ben ideiglenesen Zani i Shkodërs (’Shkodra Hangja’) címen – hetente kettő-négy alkalommal jelent meg, és az albán mellett német és olasz nyelvű cikkeket is közölt. Miután az újságszerkesztés és különösen a könyvkiadó működtetése nagy összegeket emésztett fel, az ehhez szükséges tőkét fűrészipari vállalkozásából és fegyvercsempészetből finanszírozta. 1921-ben máig ismeretlen okokból letartóztatták és elítélték, negyvenhat napot töltött a tiranai börtönben.
Ezt követő éveiről, életének alakulásáról keveset tudni. A második világháborút követően, az 1946-ban kommunista államvezetés által az észak-albániai római katolikus klérus ellen levezényelt tisztogatások során a nyolcvankét éves Nikajt az államhatalom erőszakos megdöntésének kísérlete vádjával letartóztatták, és börtönbe vetették. Shkodrai börtönében hunyt el 1951-ben.

## Munkássága
Közíróként és irodalmárként már az 1880-as évek végétől hallatta a hangját. Elsősorban iskolai tankönyveket, vallásos iratokat, világi prózaműveket és drámai műveket írt, de nevezetesek történelmi összefoglalásai is. Az 1888-ban Rómában megjelent, Vakinat e scêites kisc (’A Szentszék története’) című egyháztörténeti munkáját, valamint az először 1902-ben Brüsszelben kiadott Historia e Shcypniis (’Albánia története’) című történelmi monográfiáit tudományos alaposság jellemzi. Eredeti olasz munkából fordította és adta közre a Historia e Turkiis (’Törökország története’, 1902) című munkát.
Szintén pályájának korai szakaszához kötődnek azok a szépprózai, jellemzően vallásos és történelmi tematikájú munkái, amelyek révén gyakran „az albán regény atyjaként” hivatkoznak rá. Nikaj megjelenéséig albán nyelven valóban nem jelentek meg terjedelmesebb szépprózai művek, a Sami Frashëri nevéhez fűződő első „albán” regény (1872) is törökül íródott. Ebbéli elsőbbségét csak értékesebbé teszi a tény, hogy Nikaj az albán irodalomban addig mostoha sorsú geg nyelvváltozatban írta munkáit. Szépprózai munkái közül kiemelendőek a Marzia e ksctenimi n’filles t’vet (’Marzia és a kereszténység eredete’, 1892), a Fejesa n’djep a se Ulqini i mârrun (’Kézfogó a bölcsőben, avagy Ulcinj bevétele’, 1913) vagy a Shkodra e rrethueme (’A körülzárt Shkodra’, 1913) című kisregényei. Az első világháborút követő években újult erővel vetette bele magát a szépírásba. Ekkor születtek olyan népszerű történelmi-szerelmes regényei, mint az 1478–1479-ben játszódó Bukurusha (’A szépséges leány’, 1918), az olvasót az 1830–1833-as évekbe visszarepítő Lulet në thes (’Virágok a tarisznyában’, 1920) vagy az 1815–1817 közötti éveket felelevenítő Burbuqja (’A csitri’, 1920). Ezek mellett több tanmese jellegű, népszerű könyvet írt gyermekek számára is, mint például a Bleta nner lule t’Parrizit (’Méh a Paradicsom virágain’, 1899) című gyerekkönyvet, de életművének egyik legsajátosabb darabja Motra per vllàn (’A leány és bátyjai’) című dramatizált leányregény (1921).
1924-ben a szépirodalmi tevékenységgel végleg felhagyott. Életében művei csak kis példányszámban jelentek meg, és napjainkra könyvritkaságoknak számítanak. Hozzájárult ehhez az is, hogy a kommunizmus évtizedeiben munkáit nem adták ki.